# Yli-Naarma
Yli-Naarma eller Yli Naarmajärvi är en sjö i Finland. Den ligger i kommunen Rovaniemi i landskapet Lappland, i den norra delen av landet, 700 km norr om huvudstaden Helsingfors. Yli-Naarma ligger 197,6 meter över havet. Den ligger vid sjön Pyhäjärvi. Den är 15,5 meter djup. Arean är 1,87 kvadratkilometer och strandlinjen är 16,03 kilometer lång. Sjön  ingår i Kemi älvs huvudavrinningsområde. 